# Муромский язык
Му́ромский язы́к — вымерший язык финно-волжской группы финно-угорских языков, на котором говорило племя мурома, в древности проживавшее на территории современного Муромского района Владимирской области России. Об этом языке известно очень мало, однако вероятно, что он был близок к обоим мордовским языкам: эрзя и мокша. Язык вымер приблизительно в X веке, в процессе ассимиляции c племенами — предками марийцев и мокшан и с восточными славянами.
Практически единственным источником реконструкции муромского языка является топонимия:
В бассейне нижней Клязьмы, там, где можно локализовать мурому, фиксируется особый, отличный от собственно мерянского, ареал субстратной гидронимии, для языка которой реконструируется сужение и лабиализация корневых гласных (лимнонимы на *-юхр- ~ мер. *-яхр- < *jäwre ‘озеро’ и гидронимы на *-ух; здесь же — гидронимы на -VнгVрь, отсутствующие на территории ростовской мери).